# Ectropoceros artificiosa
Ectropoceros artificiosa is een vlinder uit de familie van de echte motten (Tineidae). De wetenschappelijke naam van de soort werd als Tinea artificiosa in 1911 gepubliceerd door Edward Meyrick.